# Dichagyris plumbea
Dichagyris cây mậnbea là một loài bướm đêm thuộc họ Noctuidae. Nó được tìm thấy ở miền nam [[dãy núi Siberian và Kyrghyzstan.